# Morze śródlądowe

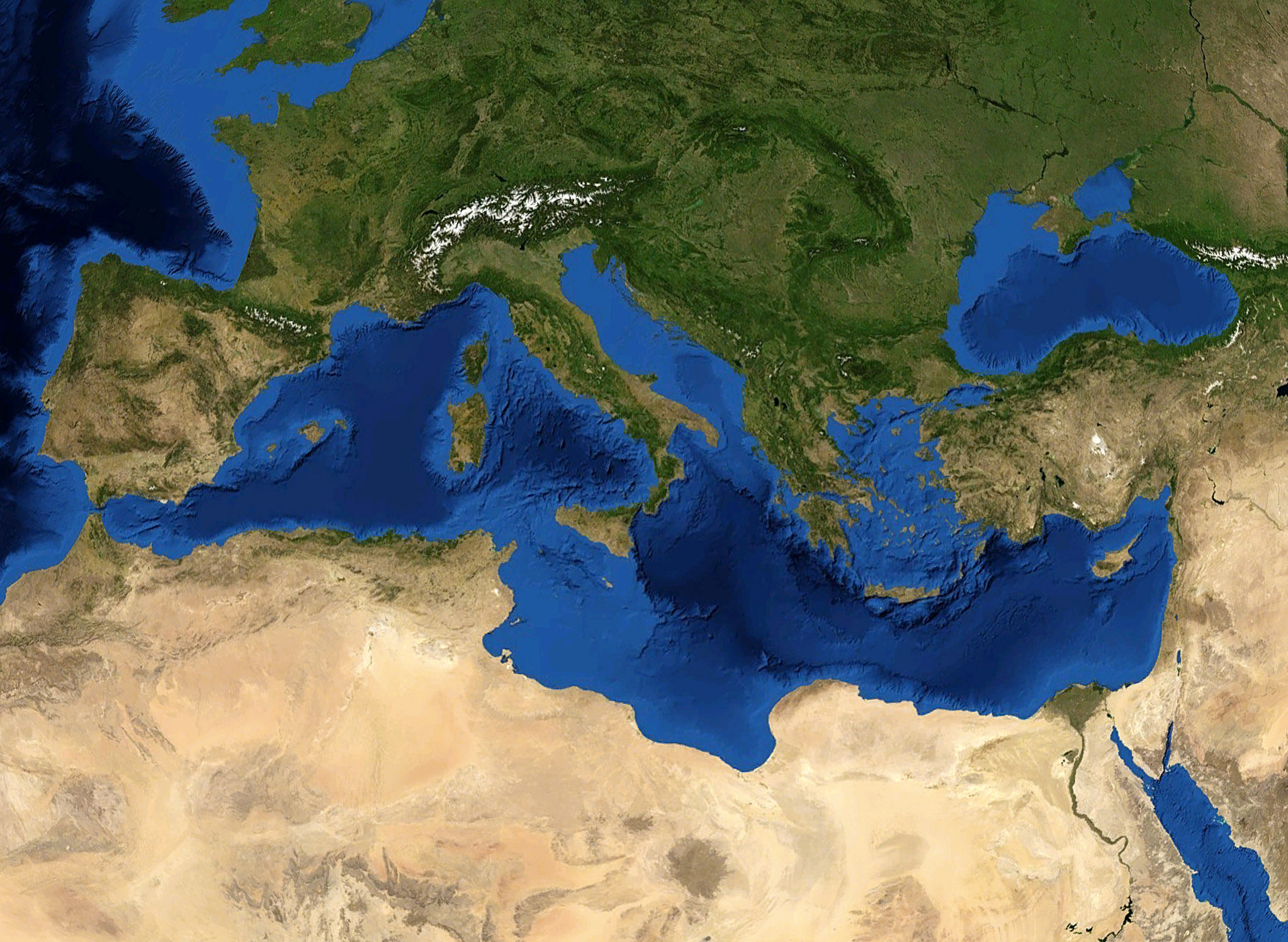
Morze Śródziemne – przykład morza śródlądowego. Widać, że połączone jest z Oceanem Atlantyckim tylko wąską Cieśniną Gibraltarską.

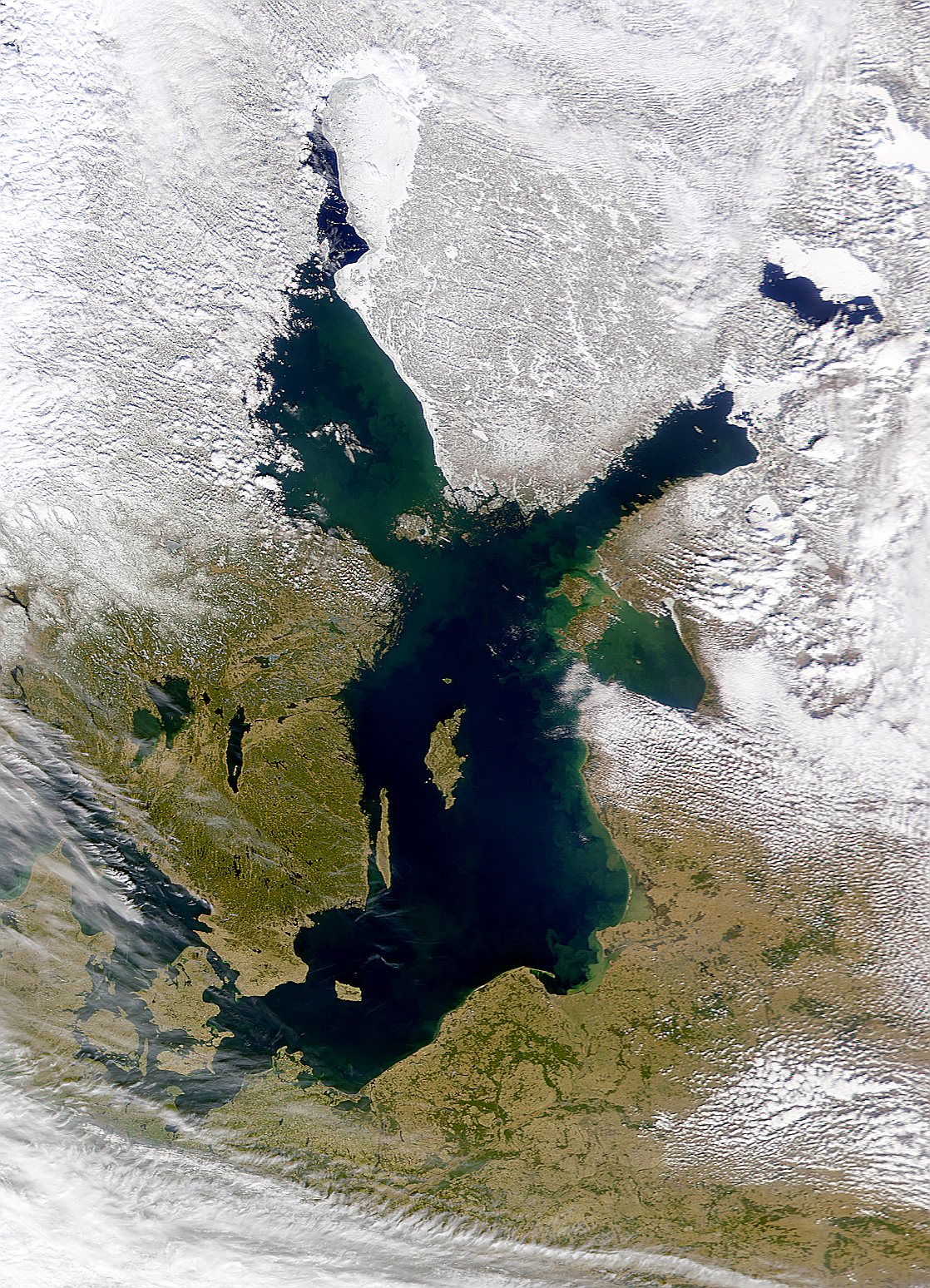
Morze Bałtyckie

Morze śródlądowe (morze śródziemne) – morze otoczone prawie ze wszystkich stron powierzchnią lądową, połączone z oceanem jedynie poprzez wąskie cieśniny.
Morza śródlądowe dzielimy na morza międzykontynentalne – np. Morze Śródziemne, Morze Czarne, oraz morza wewnątrzkontynentalne (śródkontynentalne) – np. Morze Bałtyckie.

## Przykłady mórz śródlądowych
- Morze Bałtyckie – położone pomiędzy Europą Środkową a Europą Północną i Półwyspem Skandynawskim, oddzielone od Oceanu Atlantyckiego Cieśninami Duńskimi,
- Morze Śródziemne – położone pomiędzy Europą Zachodnią, Europą Środkową a Afryką Północną i Azją Mniejszą, oddzielone od Oceanu Atlantyckiego cieśniną Gibraltarską,
- Morze Czarne – położone pomiędzy Europą Południowo-Wschodnią a Azją Mniejszą,
- Morze Czerwone – położone pomiędzy Półwyspem Arabskim a Afryką, oddzielone od Oceanu Indyjskiego cieśniną Bab al-Mandab,
- Zatoka Hudsona – głęboko wcinająca się w Amerykę Północną zatoka, oddzielona od Oceanu Atlantyckiego Cieśniną Hudsona, ze względu na duże rozmiary uznawana za morze śródlądowe,
- Morze Białe – stanowiące część Oceanu Arktycznego, położone między Półwyspem Kolskim i wybrzeżem północnej Rosji, połączone z  Morzem Barentsa przez cieśninę Gorło,
- Zatoka Perska (Zatoka Irańska) wcinająca się głęboko między Półwysep Arabski a wybrzeże Iranu. Tradycyjnie nazywana jest zatoką, ale ze względu na jej powierzchnię (233 000 km²) można ją uznać także za morze będące częścią śródlądową Morza Arabskiego. Z otwartą ku Oceanowi Indyjskiemu częścią Morza Arabskiego połączona jest poprzez Cieśninę Ormuz, Zatokę Omańską i Zatokę Adeńską.